# 三重県道699号六軒鎌田線
三重県道699号六軒鎌田線（みえけんどう699ごう ろっけんかまだせん）は、三重県松阪市を通る一般県道である。

## 概要
松阪市松崎浦町から松阪市鎌田町に至る。
三重県の2大幹線道路と連絡し、田園の中の小さな集落を結ぶ道路である。荒木町から終点までは阪内川（さかないがわ）に沿って進み、松阪市街地で終点となる。

### 路線データ
- 起点：松阪市松崎浦町（字下権現前90の1番地先[3]：松崎浦町交差点、国道166号交点）
- 終点：松阪市鎌田町（字西沖994の1番地先[3]：鎌田町北交差点、国道166号上）
- 総延長：4,214 m

## 歴史
- 1959年（昭和34年）1月25日 - 路線認定[1]。

## 路線状況

### バイパス
松阪市久保田町から同市大平尾町までの1,400 mの区間で国道23号と国道166号の連結機能を強化し、伊勢自動車道 松阪ICへのアクセスを向上すべく、2003年度（平成15年度）からバイパスが建設されている。これは「津・松阪地方拠点都市アクションプログラム」の1つに位置付けられている。2020年（令和2年）5月31日に開通した。交通渋滞の緩和や交通ネットワークの強化が期待されている。

### 重複区間
- 国道23号（松阪市大平尾町）
- 国道166号（松阪市大塚町・大塚町交差点 - 松阪市鎌田町・鎌田町北交差点（終点））

### 道路施設

#### 橋梁
- 松崎橋（百々川、松阪市）

## 地理

### 通過する自治体
- 三重県

- 松阪市

### 交差する道路
| 交差する道路                                     | 交差する場所 | 交差する場所          |
| ------------------------------------------------ | ------------ | --------------------- |
| 国道166号                                        | 松崎浦町     | 松崎浦町交差点 / 起点 |
| 国道23号 / 南勢バイパス                          | 松崎浦町     | [ 注釈 1 ]            |
| 国道23号 / 南勢バイパス 重複区間起点             | 大平尾町     |                       |
| 国道23号 / 南勢バイパス 重複区間終点             | 大平尾町     |                       |
| 国道166号 重複区間起点 三重県道59号松阪第2環状線 | 大塚町       | 大塚町交差点          |
| 国道166号 重複区間終点                           | 鎌田町       | 鎌田町北交差点 / 終点 |

### 沿線
- 三渡川
- 松阪市立松ヶ崎小学校
- 松阪市役所松ヶ崎地区市民センター
- 私立若葉保育園
- 松阪市役所 港地区市民センター
- 松阪市立港幼稚園
- 松阪市立港小学校
- JAみえなか港店
- 阪内川
- 桃屋 松阪工場
- 住友理工 松阪製作所